# Culex
Il genere cùlice (Culex Linnaeus, 1758) è il più grande tra quelli appartenenti alla famiglia dei culìcidi; comprende le zanzare ematofaghe per eccellenza, vettore primario di molte malattie virali e parassitiche, tra cui la filariasi e l'encefalite giapponese.

## Ciclo vitale
La vita delle zanzare del genere Culex si può dividere in quattro fasi: uovo, larva, pupa, adulto.
- Le uova sono normalmente deposte sul pelo dell'acqua a gruppo oppure singolarmente a seconda della specie, dopo un'incubazione di 1-2 giorni ne escono le larve, lunghe 1–2 mm.
- Le larve si sviluppano poi nel corso della seguente settimana, anche se il periodo di crescita dipende moltissimo dalla temperatura dell'acqua. A differenza delle altre specie di altri generi, come le Anopheles, le larve non disdegnano nessun tipo d'acqua, prediligendo comunque le pozze calme e poco profonde. Le larve si nutrono di microorganismi e particelle alimentari in sospensione nell'acqua. La respirazione è assolta da un sifone posto al termine dell'addome, e spesso la larva raggiunge la superficie per respirare[1].
- Le pupe presentano una struttura curvata molto caratteristica, con il capo ed il torace fusi in un cefalo-torace, e due sifoni, che escono da questi, adibiti alla respirazione. La fase di pupa è molto breve, e dura normalmente solo pochi giorni[1].
- L'adulto sfarfalla direttamente dall'esoscheletro della pupa. Nello sfarfallamento i maschi normalmente precedono le femmine di circa 24 ore, per maturare gli organi genitali.
- le uova vengono fecondate dal maschio della zanzara

## Habitat ed abitudini
Le zanzare del genere Culex sono distribuite praticamente ovunque, con una concentrazione che cresce dalle regioni subpolari all'equatore (nella sola America centrale, zona di Panama, se ne contano 88 specie).
I maschi del genere Culex sono innocui e si nutrono di nettare, mentre le femmine per sviluppare le uova succhiano il sangue dei vertebrati, mammiferi ed uccelli principalmente.
Una femmina adulta normalmente succhia ripetutamente il sangue, e il costante movimento in volo la porta ad essere un terribile vettore di diffusione di malattie virali e parassitarie.
Le dimensioni variano moltissimo da specie a specie, dai pochi mm ai cm.

## Tassonomia
Sottogeneri:
- Culex (Acalleomyia)
- Culex (Acallyntrum)
- Culex (Aedinus)
- Culex (Afroculex)
- Culex (Allimanta)
- Culex (Anoedioporpa)
- Culex (Barraudius)
- Culex (Belkinomyia)
- Culex (Carrollia)
- Culex (Culex)
- Culex (Culiciomyia)
- Culex (Eumelanomyia)
- Culex (Kitzmilleria)
- Culex (Lasiosiphon)
- Culex (Lophoceraomyia)
- Culex (Maillotia)
- Culex (Melanoconion)
- Culex (Micraedes)
- Culex (Microculex)
- Culex (Neoculex)
- Culex (Oculeomyia)
- Culex (Phenacomyia)
- Culex (Phytotelmatomyia)
- Culex (Sirivanakarnius)
- Culex (Thaiomyia)
- Culex (Tinolestes)